# Acostatrichia
Acostatrichia is een geslacht van schietmotten uit de familie Hydroptilidae.

## Soorten
Deze lijst van 5 stuks is mogelijk niet compleet.
- A. brevipenis OS Flint, 1974
- A. fimbriata OS Flint, 1974
- A. plaumanni Mosely, 1939
- A. simulans Mosely, 1939
- A. spinifera OS Flint, 1974